# Battlefield 1942
Battlefield 1942 är ett datorspel från 2002 som kännetecknas av strider i förstapersonsperspektiv på stora slagfält i varierande miljö. Spelet skapades av det svenska spelföretaget Digital Illusions CE och gavs ut av Electronic Arts.
2012 blev Battlefield 1942 gratis att ladda ner via EA Games program Origin för att fira det gått 10 år sedan spelet släpptes och spelserien Battlefield startade. När Gamespy, efter att ha lagt ner, stängde sina servrar den 31 maj 2014, försvann spelet från Origin den 30 juni samma år.

## Handling
Battlefield 1942 utspelar sig under de första åren i det stora andra världskriget. Liksom i de senare spelen i serien kan spelare strida på kartor baserade på krigets mest kända bataljer. Striderna utspelar sig i väst- och östfronten, Nordafrika och i Stillahavskriget.

## Singleplayer
Spelet kan spelas i ett Singplayer-läge mot spelets AI.

## Multiplayer
Spelet är framför allt avsett att spelas mot andra personer över Internet. Upp till 64 personer kan spela mot varandra samtidigt per server. Det som skiljer Battlefield från många liknande spel är att spelaren kan använda sig av en stor mängd olika fordon. Flygplan, stridsvagnar, ubåtar och hangarfartyg kan styras. Spelet är dock ingen simulator, och kontrollerna av dessa farkoster är kraftigt förenklade jämfört med exempelvis rena flygsimulatorer.

## Klasser
I spelet kan man välja mellan fem olika klasser: Scout (krypskytt), har en utrustning bestående av en kniv, ett krypskyttegevär, en pistol, tre granater och en kikare. Assault (anfallare) har en utrustning bestående av en kniv, ett automatgevär, en pistol och tre granater. Anti-Tank (förstör fientliga fordon) har en utrustning bestående av en kniv, en pistol, ett raketgevär och tre granater. Medic (sjukvårdare) har en utrustning bestående av en kniv, en k-pist, en pistol, tre granater och ett första hjälpen-kit. Engineer (ingenjör) har en utrustning bestående av en kniv, ett gevär, en pistol, en skiftnyckel, fyra minor med en detonator och fyra Anti-Tank minor (landminor).
I expansionen Secret Weapons of WWII finns en sjätte klass, Jetpack-klass, denna kan man inte ''spawna'' med utan den måste man hitta.

## Vapen
- M1 Garand
- No 4
- K98
- Type 5
- Thompson
- Sten SMG (Endast i expansionerna)
- MP 18
- MP 40
- Bar M1918
- Bren LMG (Endast i expansionerna)
- DP
- Type99
- StG 44
- Fallschirmjägergewehr 42 (Endast i expansionerna)
- Breda Modello 30 (Endast i expansionerna)
- Johnson LMG
- Browning Auto 5
- Gewehr 43 ZF4 (Endast i expansionerna)
- M1911
- Walther P38
- Bazooka
- Panzerschreck
- Gevärsgranat (Endast i expansionerna)

## Fordon
| Namn                 | Fordonstyp                                  |
| -------------------- | ------------------------------------------- |
| M10 Wolverine        | Pansarvärnskanonvagn                        |
| Tiger                | Tung stridsvagn                             |
| T-34-76              | Medeltung stridsvagn                        |
| Sturmgeschutz        | Infanterikanonvagn och Pansarvärnskanonvagn |
| T95                  | Medeltung stridsvagn                        |
| Sturmtiger           | Infanterikanonvagn                          |
| M4 Sherman           | Medeltung stridsvagn                        |
| T34 Calliope         | Raketartilleri                              |
| T-34-85              | Medeltung stridsvagn                        |
| Panzer IV            | Medeltung stridsvagn                        |
| Chi-Ha               | Medeltung stridsvagn                        |
| CA M11/39            | Medeltung stridsvagn                        |
| M3 Grant             | Medeltung stridsvagn                        |
| Flakpanzer           | Medeltung stridsvagn                        |
| M8 Greyhound         | Pansarbil                                   |
| Lynx scout car       | Transportbil                                |
| Kettenkrad           | Transportbil                                |
| Kubelwagen           | Transportbil                                |
| Type 95 Kurogane     | Transportbil                                |
| Willys MB            | Transportbil                                |
| XA42                 | Motorcykel                                  |
| Schwimmwagen         | Amfibiebil                                  |
| Hanomag              | Halvbandsvagn                               |
| Ho-Ha                | Halvbandsvagn                               |
| M3A1                 | Halvbandsvagn                               |
| LVTP                 | Landstigningsbåt och Stridsfordon           |
| M4A1                 | Halvbandsvagn                               |
| Munitions Panzer     | Halvbandsvagn                               |
| Katyusha             | Raketartilleri                              |
| Priest               | Bandkanon                                   |
| Sexton               | Bandkanon                                   |
| Wespe                | Bandkanon                                   |
| M3 GMC               | Pansarvärnskanonvagn och Bandkanon          |
| Krupp Protze         | Artilleritraktor                            |
| Bf 109               | Jaktflygplan                                |
| F4U Corsair          | Jakt- och Bombflygplan                      |
| P-51 Mustang         | Jakt-, bomb- och spaningsflygplan           |
| Spitfire             | Jaktflygplan                                |
| Yak-9                | Jaktflygplan                                |
| A6M Zero             | Jaktflygplan                                |
| Aichival             | Störtbombare                                |
| Il-2 Sturmovik       | Attackflygplan                              |
| Ju 87                | Störtbombare                                |
| SBD                  | Störtbombare                                |
| Bf 110               | Jakt- och attackplan                        |
| Mosquito             | Bombplan                                    |
| B-17 Flying Fortress | Tungt Bombplan                              |
| Ju 88A               | Bombplan                                    |
| AW-25                | Jetflygplan                                 |
| F-85 Goblin          | Jetflygplan                                 |
| Ho 229               | Jaktflygplan                                |
| Natter rocket plane  | Raketflygplan med raketautomat              |
| Enterprise           | Hangarfartyg                                |
| Shokaku              | Hangarfartyg                                |
| PrinceOW             | Slagskepp                                   |
| Yamato               | Slagskepp                                   |
| Hatsuzuki            | Jagare                                      |
| Fletcher             | Jagare                                      |
| Gato                 | Attackubåt                                  |
| Ubåtsklass Typ VIIC  | Attackubåt                                  |
| Daihatsu             | Landstigningsbåt                            |
| Elco 80              | Landstigningsbåt                            |
| LCVP                 | Landstigningsbåt                            |
| Raft                 | Landstigningsbåt                            |
| Type 38              | Landstigningsbåt                            |
| Commando Raft        | Landstigningsbåt                            |
| Flettner             | Helikopter                                  |

## Moddar
Miljöer och fordon är i ursprungsversionen hämtade från andra världskriget, men i och med spelets stora framgång finns ett antal tilläggspaket att köpa. Det finns även ett stort antal tredjepartstillägg ("moddar") med varierande kvalitet. Speciellt en av dessa, Desert Combat, har blivit mycket populär och ger spelaren möjlighet att strida med moderna vapen i ett scenario hämtat från Operation Desert Storm, tanken var att striderna även skulle utspelas i Somalia, men innan man hann utveckla detta köptes teamet upp av DICE(Digital Illusions CE). En annan modd, Forgotten Hope som är mer realismbaserat har också vunnit en stor spelarskara, framför allt beroende på sina historiskt korrekta banor och bildsköna fordon.

## Expansioner
Det har släppts två expansionspaket till Battlefield 1942. Dessa är dock inte lika populära som originalet.

### Battlefield 1942: The Road to Rome
The Road to Rome (RtR) är producerat av Digital Illusions. Expansionspacket innehåller sex nya fordon, sex nya kartor, två arméer (Frankrike och Italien) samt några nya vapen.

### Battlefield 1942: Secret Weapons of WWII
Secret Weapons of WWII är också det producerat av Digital Illusions.  Expansionen innehåller några nya kartor, vapen samt fordon.

## Utmärkelser
Battlefield 1942 har bl.a. mottagit följande pris:
- Guldpixeln 2002 för årets onlinespel.
- Dataspelsgalan 2010 för årtiondets svenska spel.